# 布里斯班河
布里斯班河（英語：Brisbane River）為澳大利亚昆士兰州流经府城布里斯班市中心，並於摩顿湾入海的一條重要河流。
布里斯班河在上游被Wivenhoe大坝所拦截，形成了Wivenhoe湖，乃目前布里斯班市的主要水源。此河名源於1823年探险家约翰·奥克斯利，以當年新南威尔士州州长－布里斯本爵士（Sir Thomas Brisbane）之名而命之。
府城颇具觀光特色的城市猫摆渡於中央商業區沿河兩旁，服务旅客往來。布里斯本港则管理著从海湾进入布里斯班河的大型貨輪。

## 历史

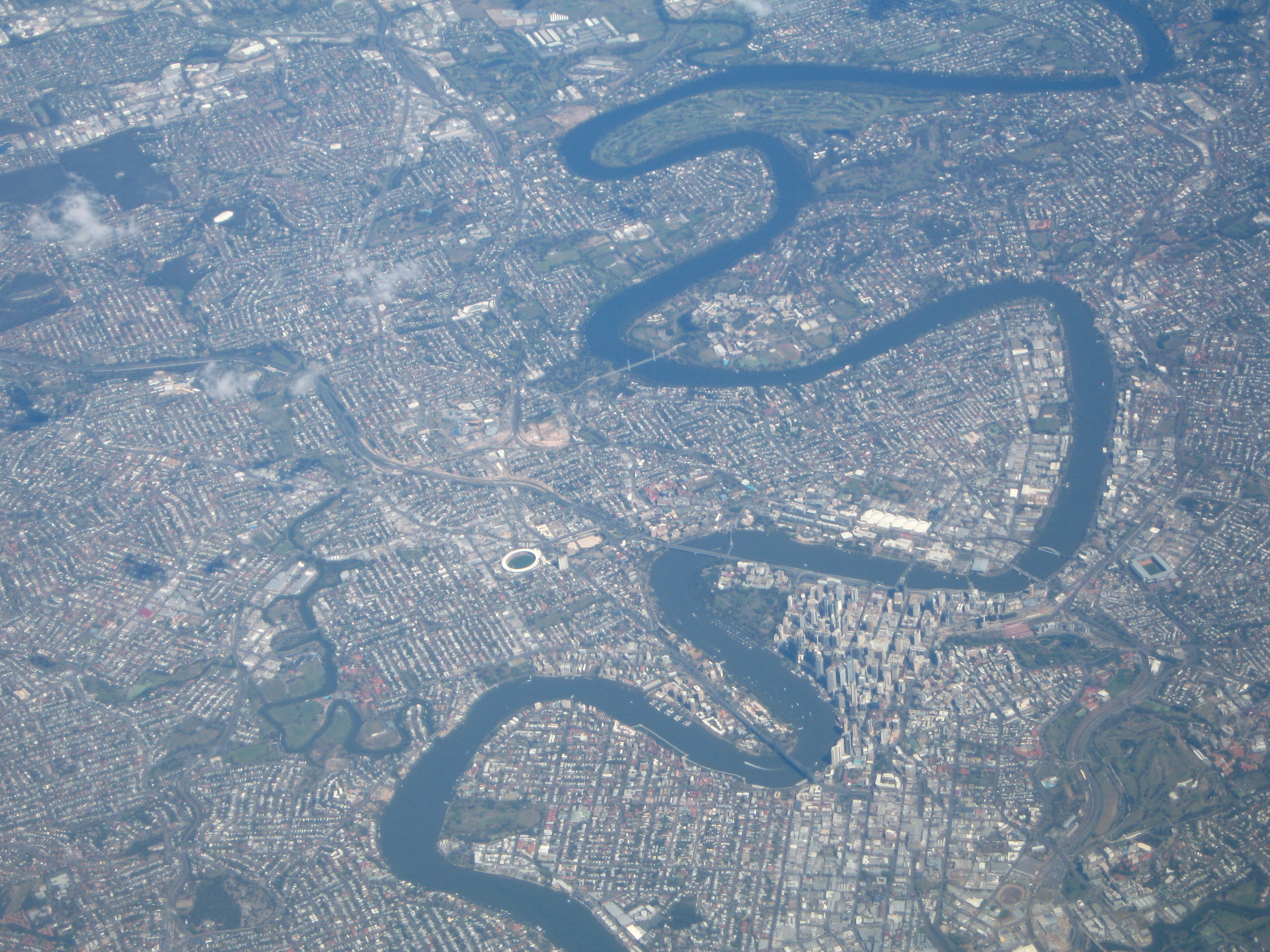
從空中俯瞰布里斯班河

在欧洲人到来之前，布里斯班河就是澳大利亞原住民Turrbal族人的重要生計来源。Turrbal人素以捕鱼为生，同时这条河在他们的精神和娱乐活动方面也含有重要意义。

## 桥梁
目前布里斯班河上有13座桥，包括历史上著名的故事桥和收费的Sir Leo Hielscher Bridges。

## 外部連結
- 布里斯本河的歷史地圖
- History of Brisbane flooding （页面存档备份，存于） — Bureau of Meteorology official website
- 布里斯本河邊步道[永久]
- Murray Cod